# Catllar
Catllar (katalanisch: Catllà) ist eine französische Gemeinde mit 724 Einwohnern (Stand 1. Januar 2022) im Département Pyrénées-Orientales in der Region Okzitanien. Sie gehört zum Arrondissement Prades und zum Kanton  Les Pyrénées catalanes.

## Geografie

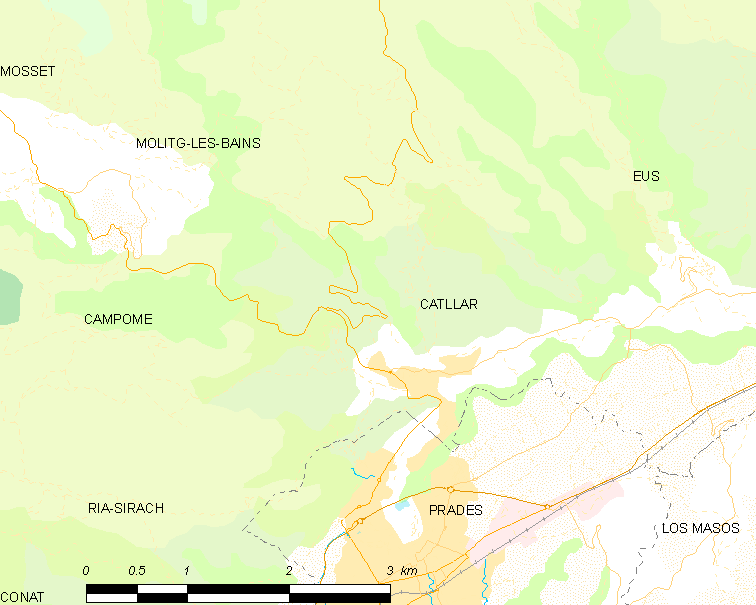
Karte von Catllar

### Nachbargemeinden
Nachbargemeinden von Catllar  sind Molitg-les-Bains im Norden, Eus im Osten, Prades im Süden, Ria-Sirach im Südwesten und Campôme im Westen.

## Bevölkerungsentwicklung
| Jahr      | 1962 | 1968 | 1975 | 1982 | 1990 | 1999 | 2013 |
| Einwohner | 344  | 353  | 535  | 617  | 692  | 639  | 707  |

## Sehenswürdigkeiten
- Dolmen Catllar 1
- Dolmen Catllar 2
- Dolmen Catllar 3
- Romanische Kirche Saint-André

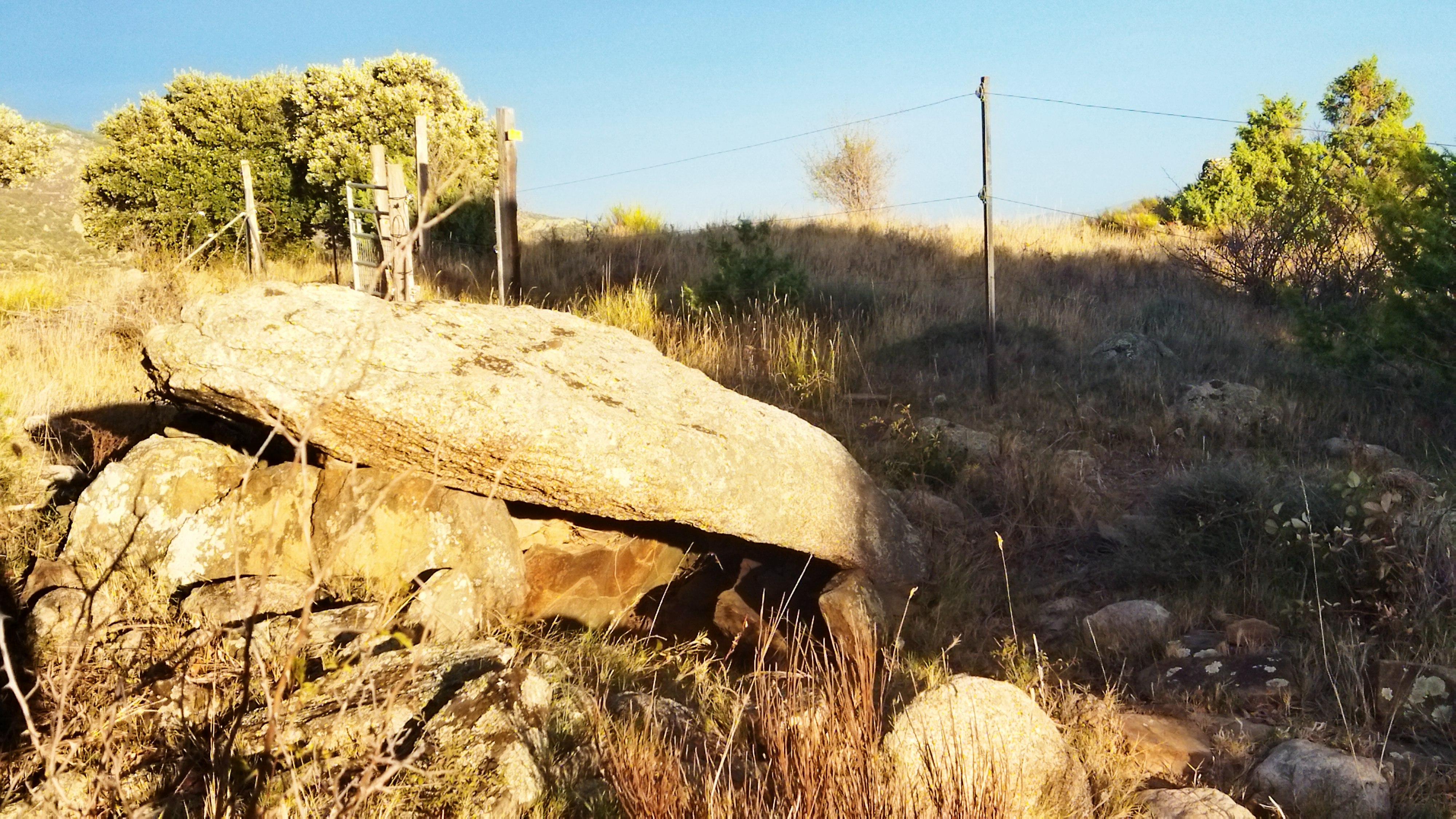
Dolmen Calahons III

- Romanische Kirche Sainte-Marie in Riquer
- Kapelle Saint-Jacques in Calahons

## Persönlichkeiten
- André Marty (1886–1956), Politiker, lebte ab 1953 in Catllar
- Raymond de Banyuls (1747–1829)